# Resolució 1383 del Consell de Seguretat de les Nacions Unides
La Resolució 1383 del Consell de Seguretat de les Nacions Unides fou adoptada per unanimitat el 6 de desembre de 2001. Després de reafirmar totes les resolucions sobre la situació a l'Afganistan, particularment la Resolució 1378 (2001), el Consell va aprovar l'acord de Bonn signat el dia anterior sobre el període de transició al país després de la invasió i precedint l'establiment d'institucions permanents.
Al preàmbul de la resolució, el Consell va subratllar el dret dels afganesos a determinar el seu propi futur polític i estava decidit a ajudar el poble afganès a posar fi als conflictes del país i a l'ús del seu territori com a base del terrorisme i promoure la pau, l'estabilitat i el respecte dels drets humans. Va assenyalar que les disposicions provisionals de l'acord de Bonn eren la base per a la creació d'un govern representatiu en termes de gènere i etnicitat.
Recolzant l'acord de Bonn, la resolució va demanar a tots els grups afganesos que implementessin plenament l'acord amb la cooperació de l'Autoritat Provisional Afganesa que assumirà el càrrec el 22 de desembre de 2001. El Consell declara estar disposat a prendre altres mesures per donar suport a les institucions provisionals basades en un informe del Secretari General Kofi Annan. Es va demanar als partits afganesos que concedissin accés sense restriccions a les organitzacions humanitàries.
Finalment es va convidar tots els donants, a través de la cooperació amb el Representant Especial del Secretari General Lakhdar Brahimi i els òrgans de les Nacions Unides, a assistir a la rehabilitació, la recuperació i la reconstrucció de l'Afganistan.